# Ceropegia abyssinica
Ceropegia abyssinica ist eine Pflanzenart aus der Unterfamilie der Seidenpflanzengewächse (Asclepiadoideae).

## Merkmale

### Vegetative Merkmale
Ceropegia abyssinica ist eine aufrecht wachsende ausdauernde Pflanze mit einer kugeligen, bis etwa 3 cm im Durchmesser messenden Wurzelknolle. Die Sprossachsen stehen aufrecht, nur selten wachsen die Spitzen der Sprossachsen windend. Die hellgrünen Sprossachsen sind bis 30 cm hoch und haben einen Durchmesser von 2,5 mm; sind mit kurzen, zottigen Haaren versehen. Die Blätter sind gestielt, der Blattstiel 2 bis 5 mm lang. Die schwach behaarten Blattspreiten mit gelegentlich gebuchteten Rändern stehen meist leicht angewinkelt und aufrecht. Sie sind in der Form schmal-elliptisch, eiförmig bis breit lanzettlich und messen 20 bis 50 mm in der Länge und 3 bis 20 mm in der Breite.

### Blütenstand und Blüten
Der Blütenstand ist sehr kurz gestielt und ein- bis fünf-blütig. Die Blütenstiele sind  0,5 bis 1 cm lang. Die pfriemlichen Kelchblätter messen 6 bis 12 mm in der Länge. Die  fünfzählige, zygomorphe Blütenkrone ist zwittrig und hat eine doppelte Blütenhülle. Die fünf Kronblätter sind zu einer außen überwiegend glatten Kronröhre verwachsen. Die flaschenförmige Blüte ist insgesamt 1,8 bis 2,5 cm, selten auch bis 3 cm hoch (bzw. lang). Die Kronröhre hat an der Basis eine ellipsoid-tönnchenförmige Erweiterung („Kronröhrenkessel“). Dieser Bereich ist etwa 5 bis 12 mm lang und hat eine Dicke von 3 bis 5 mm. Der Durchmesser nimmt zum oberen Ende hin kontinuierlich auf etwa 3 mm Durchmesser ab. Der Kronröhrenkessel ist außen weißlich grau und wird im Alter purpurfarben, zudem entwickelt sich ein graues Band im oberen Teil des Kessels. Innen ist der Kessel weiß und purpurfarben. Die eigentliche Kronröhre (oberhalb des Kessels) ist 3 bis 5 mm lang, am oberen Ende hat sie einen Durchmesser von 3 bis 5 mm. Sie ist außen grau gelegentlich mit purpurfarbenen Flecken. Die Kronblattzipfel sind 5 bis 10 mm (selten auch bis 15 mm) lang. Sie sind linealisch geformt und an den Spitzen miteinander verwachsen. Die Kronblattzipfel bilden einen eiförmigen bis ellipsoide, käfigartige Struktur. Die beiden Blatthälften der Kronblattzipfel sind entlang der Längsrippe oder auch nur die Ränder zurückgebogen. Außen sind sie weiß und schwach behaart, innen sind sie samtschwarz. Die purpurfarbene Nebenkrone ist ungestielt und schalenförmig verwachsen. Die interstaminalen Nebenkronblattzipfel stehen halb aufrecht und sind annähernd rechteckig. Sie enden stumpf, die Ränder sind ausgekerbt oder auch bis zur Hälfte eingeschnitten. Sie sind bis 1 mm lang und mit schwarzen Haaren bestanden. Die staminalen Nebenkronblattzipfel sind etwa 2 mm lang, linealisch-spatelig geformt und aufrecht stehend. Zum oberen Ende hin neigen sie sich einwärts. An der Basis und an den oberen Ende sitzen oft schwärzliche Haare.

### Früchte und Samen
Die schlank spindeligen Balgfrüchte sind 11 cm lang und haben einen Durchmesser von 3 mm. Die Samen sind 6 mm und 3 mm breit.

## Geographische Verbreitung und Ökologie
Das Verbreitungsgebiet von Ceropegia abyssinica erstreckt sich von Eritrea, Äthiopien und die Zentralafrikanische Republik im Norden über Kenia, Tansania, Zaire bis nach Angola, Sambia und Simbabwe. In Erithrea und Äthiopien wächst sie in 1300 bis 2100 m Höhe. Auch im übrigen Verbreitungsgebiet kommt sie nur in höheren Lagen ab 800 m vor, meist über 1200 m über dem Meeresspiegel. In Kenia wurde sie am Mount Elgon sogar in 2280 m Höhe gefunden.

## Systematik und Taxonomie
Die Art wurde 1844 von Joseph Decaisne in de Candolle’s Prodromus systematis naturalis regni vegetabilis, Band 8, S. 644 erstmals beschrieben. Die Art wird sowohl in der „Ceropegia Checklist“ wie auch der „Plant List“ als gültiges Taxon akzeptiert. Herbert Huber schied in seiner „Revision der Gattung Ceropegia“ zwei Varietäten aus: Ceropegia abyssinica var. abyssinica und Ceropegia abyssinica var. songeensis H. Huber. Letztere wurde von Ulrich Meve wieder eingezogen. Meve gibt eine lange Liste von weiteren Synonymen an:
- Ceropegia hirsuta Hochst. ex Decne. (nom. inval., Art. 34.1c)
- Ceropegia steudneri Vatke (1876)
- Ceropegia leucotaenia K. Schum.
- Ceropegia steudneriana K. Schum.
- Ceropegia gilletii De Wild. & T. Durand
- Ceropegia hispidipes S. Moore
- Ceropegia bequaertii De Wild.
- Ceropegia filicalyx Bull.
- Ceropegia abyssinica var. songeensis H. Huber
- Ceropegia bonafouxii var. linearifolia Stopp

## Belege